# Le Sequestre
Le Sequestre település Franciaországban, Tarn megyében. Lakosainak száma 2025 fő (2022. január 1.). Le Sequestre Albi és Carlus községekkel határos.

## Népesség
A település népességének változása:
| Lakosok száma | 1521 | 1678 | 1783 | 1809 | 1875 | 1917 | 1951 | 1988 | 2025 |
|               | 2013 | 2015 | 2016 | 2017 | 2018 | 2019 | 2020 | 2021 | 2022 |